# هوبره دنهم
هوبره دنهم (نام علمی: Neotis denhami) نام یک گونه از سرده هوبره‌های نو است.